# 敏音知駅

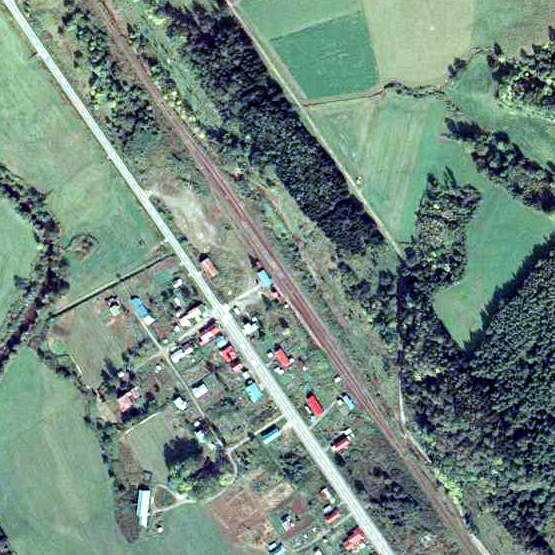
1977年の敏音知駅と周囲約500m範囲。左上が中頓別方面。単式ホーム2面2線、駅舎横中頓別側に貨物ホームと引込み線、駅裏側に副本線を持っていた。この時点では既に貨物の取扱が廃止され、駅裏のストックヤードは原野に戻りつつあり、副本線も確認できない。

敏音知駅（ぴんねしりえき）は、北海道（宗谷支庁）枝幸郡中頓別町字敏音知にあった北海道旅客鉄道（JR北海道）天北線の駅（廃駅）である。電報略号はヒネ。事務管理コードは▲121904。

## 歴史
- 1916年（大正5年）10月1日 - 鉄道院宗谷線小頓別駅 - 中頓別駅間延伸に伴い開業（一般駅）[4]。
- 1919年（大正8年）10月20日 - 線路名を宗谷本線に改称、それに伴い同線の駅となる。
- 1930年（昭和5年）4月1日 - 音威子府駅 - 稚内駅間を宗谷本線から削除し線路名を北見線に改称、それに伴い同線の駅となる。
- 1949年（昭和24年）6月1日 - 公共企業体である日本国有鉄道に移管。
- 1961年（昭和36年）4月1日 - 線路名を天北線に改称、それに伴い同線の駅となる。
- 1973年（昭和48年）9月17日 - 貨物・荷物取扱い廃止[5][6]。旅客駅となる[6]。
- 1987年（昭和62年）4月1日 - 国鉄分割民営化により、北海道旅客鉄道（JR北海道）の駅となる[1]。
- 1989年（平成元年）5月1日 - 天北線の廃線に伴い廃止となる[1]。

### 駅名の由来
当駅付近の頓別川東側に2つの独立峰があり、それぞれアイヌ語で「ピンネシㇼ（pinne-sir）」（男である・山）、「マッネシㇼ（matne-sir）」（女である・山）と対になって呼ばれていた。当駅はそのうち前者から名づけられたものである。

## 駅構造
廃止時点で、単式ホーム2面2線を有する地上駅であった。ホームが千鳥式に配置された列車交換可能な交換駅であった。互いのホームは駅舎側ホーム北側と対向ホーム南側を結んだ構内踏切で連絡した。駅舎側ホーム（南西側）が下り線、対向ホーム（北東側）が上り線となっていた。そのほか上り線の南稚内方から分岐し構内外側への行き止まりの側線を1線有していた。
職員配置駅となっており、駅舎は構内の南西側に位置し両ホームとは通路及び構内踏切で連絡した。古い木造ながら、チョコレート色の化粧ベニヤ張りの駅舎であった。ホームの長さは50メートルで、サルビアが植えられている花壇があった。

## 利用状況
乗車人員の推移は以下のとおり。年間の値のみ判明している年については、当該年度の日数で除した値を括弧書きで1日平均欄に示す。乗降人員のみが判明している場合は、1/2した値を括弧書きで記した。
| 年度               | 乗車人員 | 乗車人員 | 出典   | 備考            |
| 年度               | 年間     | 1日平均  | 出典   | 備考            |
| ------------------ | -------- | -------- | ------ | --------------- |
| 1921年（大正10年） |          | 70       | [ 9 ]  |                 |
| 1935年（昭和10年） |          | 30       | [ 9 ]  |                 |
| 1953年（昭和28年） |          | 69       | [ 9 ]  |                 |
| 1978年（昭和53年） |          | 24       | [ 10 ] |                 |
| 1981年（昭和56年） |          | 6        | [ 8 ]  | 1日乗降客数12人 |

### 駅周辺
- 国道275号（頓別国道）
- 頓別川[11]
- ピンネシリ岳（敏音知岳） - 駅から北東に約3.5km[8]。標高703m。駅前に立ちはだかる様に存在した[8]。
- 宗谷バス天北宗谷岬線「ピンネシリ温泉」停留所

## 駅跡

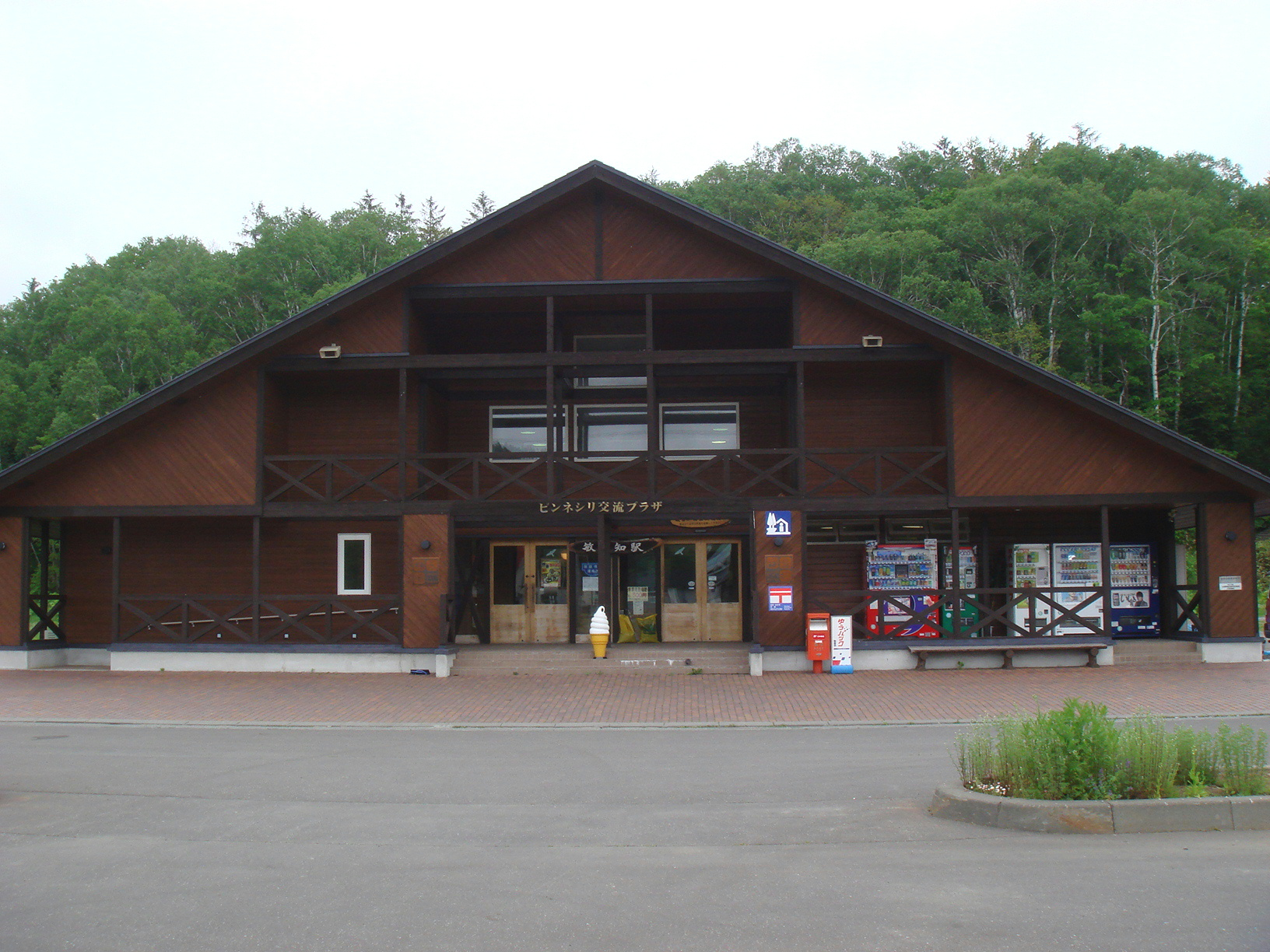
駅跡周辺は、現在「道の駅ピンネシリ」になっている。

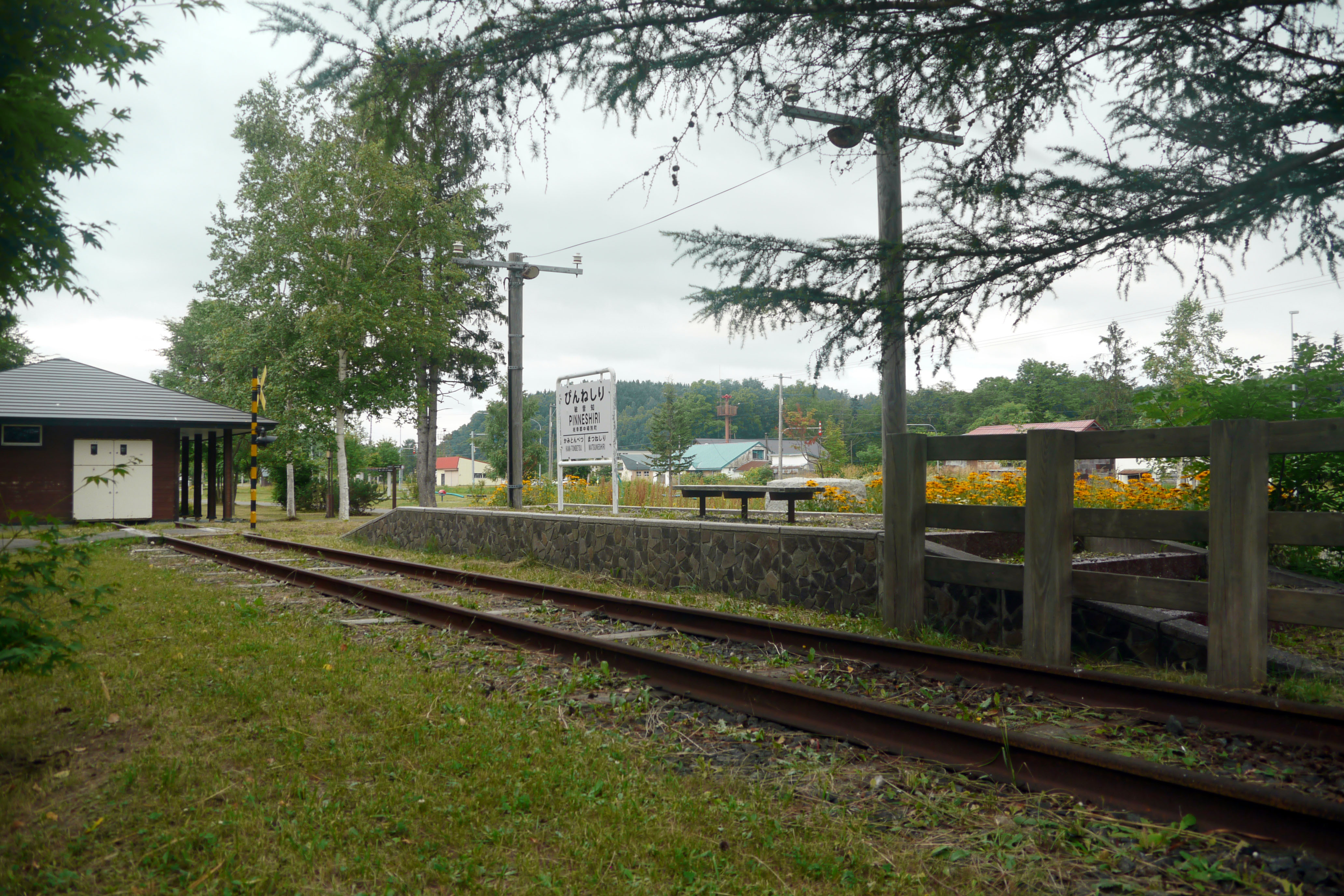
敏音知駅のモニュメント

1997年（平成9年）時点では道の駅ピンネシリとして整備されている。オートキャンプ場がありその一角に鉄道を記念するホームが築かれていた。2010年（平成22年）時点、2011年（平成23年）時点でも同様であった。レールと枕木は本物であるがホームは模擬であり、そのほか踏切警報機付きの踏切と、「旧 天北線 敏音知駅跡」と刻まれた石碑、路線地図が描かれた駅名標型の案内板も存在している。敏音知岳の登山をする際の入山届手続きも道の駅で行っている。道の駅の向かいにはピンネシリ温泉もある。

## 隣の駅
北海道旅客鉄道
天北線
恵野駅 - 敏音知駅 - 周磨駅